# Alluvioni Cambiò
Alluvioni Cambiò – miejscowość i gmina we Włoszech, w regionie Piemont, w prowincji Alessandria.
Według danych na styczeń 2010 gminę zamieszkiwało 987 osób przy gęstości zaludnienia 106,4 os./1 km².
1 stycznia 2018 gmina została zlikwidowana.